# 1009
| [ Edytuj tabelę ]              |                                                       |
| Książę Polski                  | - 992 Bolesław I Chrobry 1025                         |
| Król Angkoru                   | - 1002 Dżajawirawarman 1010                           |
| Król Anglii                    | - 978 Ethelred II Bezradny 1016                       |
| Hrabia Aragonii i król Nawarry | - 1000 Sancho III Wielki 1035                         |
| Hrabia Barcelony               | - 992 Rajmund Borrell 1017                            |
| Książę Bawarii                 | - 1005 Henryk V 1026                                  |
| Książę Burgundii               | - 1004 Rudolf III 1016                                |
| Cesarz Bizancjum               | - 976 Bazyli II Bułgarobójca 1025                     |
| Car Bułgarii                   | - 976 Samuel Komitopul 1014                           |
| Cesarz Chin                    | - 997 Song Zhenzong 1022                              |
| Książę Czech                   | - 1004 Jaromir 1012                                   |
| Król Danii                     | - 987 Swen Widłobrody 1014                            |
| Władca Egiptu                  | - 996 Al-Hakim bi-Amr Allah 1021                      |
| Król Francji                   | - 996 Robert II Pobożny 1031                          |
| Król Gruzji                    | - 1001 Bagrat III 1014                                |
| Hrabia Holandii                | - 993 Dirk III 1039                                   |
| Król Irlandii                  | - 1002 Brian Śmiały 1014                              |
| Cesarz Japonii                 | - 986 Ichijō 1011                                     |
| Kalif                          | - 991 Al-Kadir 1031                                   |
| Hrabia Kastylii                | - 995 Sancho I Garcia 1017                            |
| Król Kastylii                  | - 1000 Sancho III 1035                                |
| Wielki książę Kijowa           | - 978 Włodzimierz I Wielki 1015                       |
| Patriarcha Konstantynopola     | - 999 Sergiusz II 1019                                |
| Władca Korei                   | - 997 Mokjong 1009 - 1009 Hyŏnjong 1031               |
| Król Leónu                     | - 999 Alfons V 1028                                   |
| Król Norwegii                  | - 999 Swen Widłobrody 1015                            |
| Hrabia Palatynatu              | - 994 Ezzon 1034                                      |
| Papież                         | - 1003 Jan XVIII 1009 - 1009 Sergiusz IV 1012         |
| Hrabia Portugalii              | - 1008 Alvito Nunes 1015                              |
| Książę Saksonii                | - 973 Bernard I 1011                                  |
| Król Szkocji                   | - 1005 Malcolm II 1034                                |
| Król Szwecji                   | - 995 Olof Skötkonung 1022                            |
| Doża Wenecji                   | - 991 Pietro II Oseolo 1009 - 1009 Otton Orseolo 1026 |
| Król Węgier                    | - 1000 Stefan I Święty 1038                           |
| Cesarz Wietnamu                | - 1005 Lê Long Đĩnh 1009                              |

Rok 1009 / MIX
stulecia: X wiek ~
XI wiek ~
XII wiek

lata: 999 «
1004 «
1005 «
1006 «
1007 «
1008 «
1009
» 1010
» 1011
» 1012
» 1013
» 1014
» 1019

## Wydarzenia w Polsce
- Sprowadzenie benedyktynów do Płocka.

## Wydarzenia na świecie
- 14 lutego lub 9 marca – germański Rocznik Kwedlindburski po raz pierwszy wymienił nazwę Litwy, opisując śmierć Brunona z Kwerfurtu.
- 31 lipca – Sergiusz IV został papieżem.
- 18 października – Bazylika Grobu Pańskiego w Jerozolimie została zniszczona przez fatymidzkiego kalifa Al-Hakima.

- Prześladowania chrześcijan w Palestynie przez fatymidzkiego kalifa Al-Hakima.
- Początek aktywności normańskiej w południowej Italii.

## Urodzili się
- Go-Suzaku (jap. 後朱雀天皇 Go-Suzaku tennō) – 69 cesarz Japonii (zm. 1045)
- Jerzy z Athosu – święty mnich prawosławny (zm. 1065)
- Jusuf ibn Taszfin (arab. يوسف بن تاشفين) – władca Maroka z dynastii Almorawidów (zm. 1106)

## Zmarli
- 14 lutego lub 9 marca – Bruno z Kwerfurtu, misjonarz, późniejszy święty; zabity podczas misji przez Jaćwingów (ur. ok. 974)
- Lipiec – papież Jan XVIII (ur. ?)
- Pietro II Orseolo, doża Wenecji (ur. ?)